# Sint-Jobskapel (Hoepertingen)
De Sint-Jobskapel is een betreedbare kapel aan de Truierweg in het Belgisch dorp Hoepertingen. 

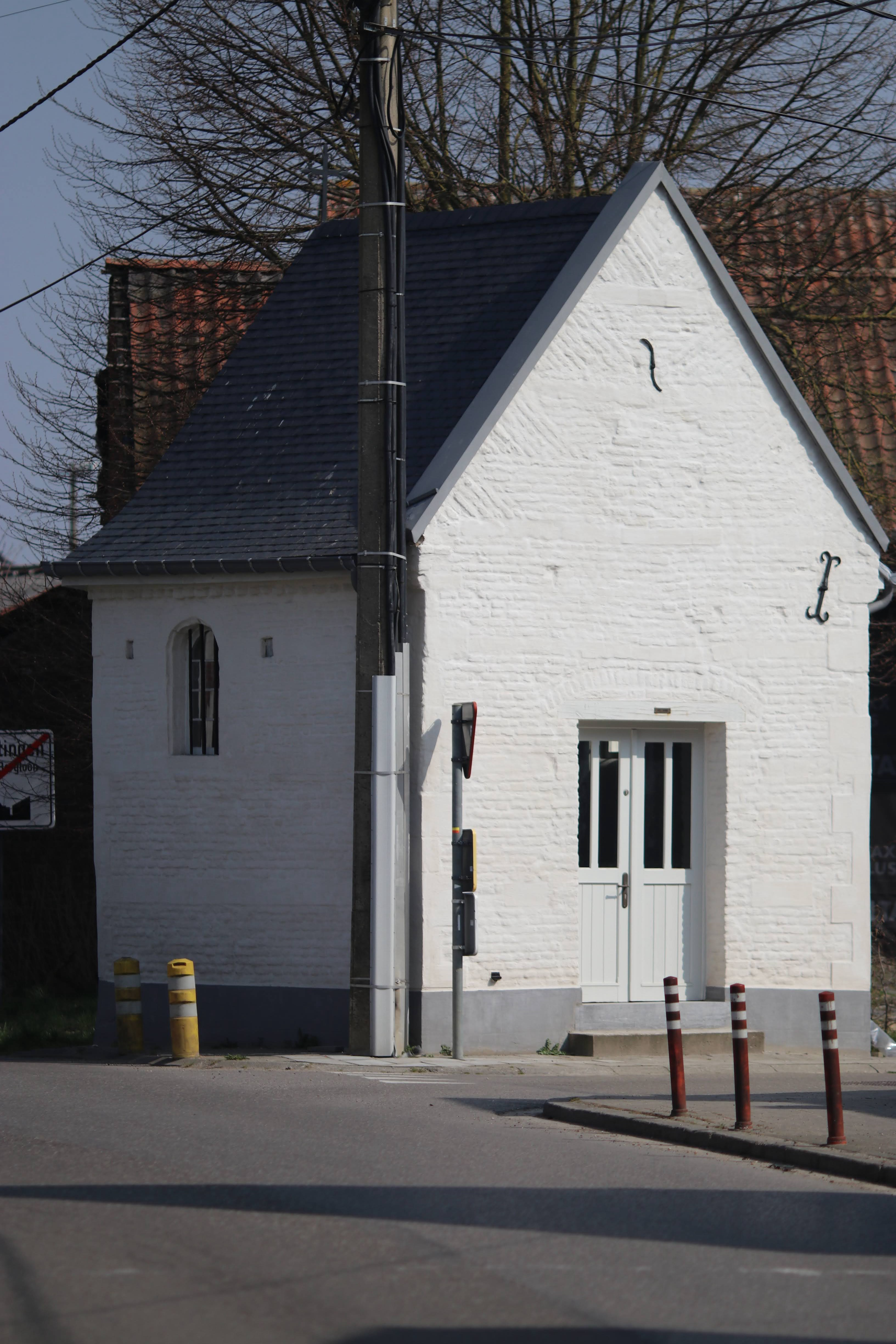
Voorgevel Sint-Jobskapel Hoepertingen

De bakstenen kapel werd waarschijnlijk verbouwd in 1632, op initiatief van de familie Van Scharenberg, heren van Hoepertingen. Het rechthoekige gebouwtje onder zadeldak heeft vlechtingen in de voor- en achtergevels, en verticale mergelstenen banden en dito hoekbanden. Het rechthoekige ingangsportaal is later geconstrueerd, maar de originele ontlastingsboog boven de deuropening bleef nog behouden. De kapel werd gerestaureerd in 1957.

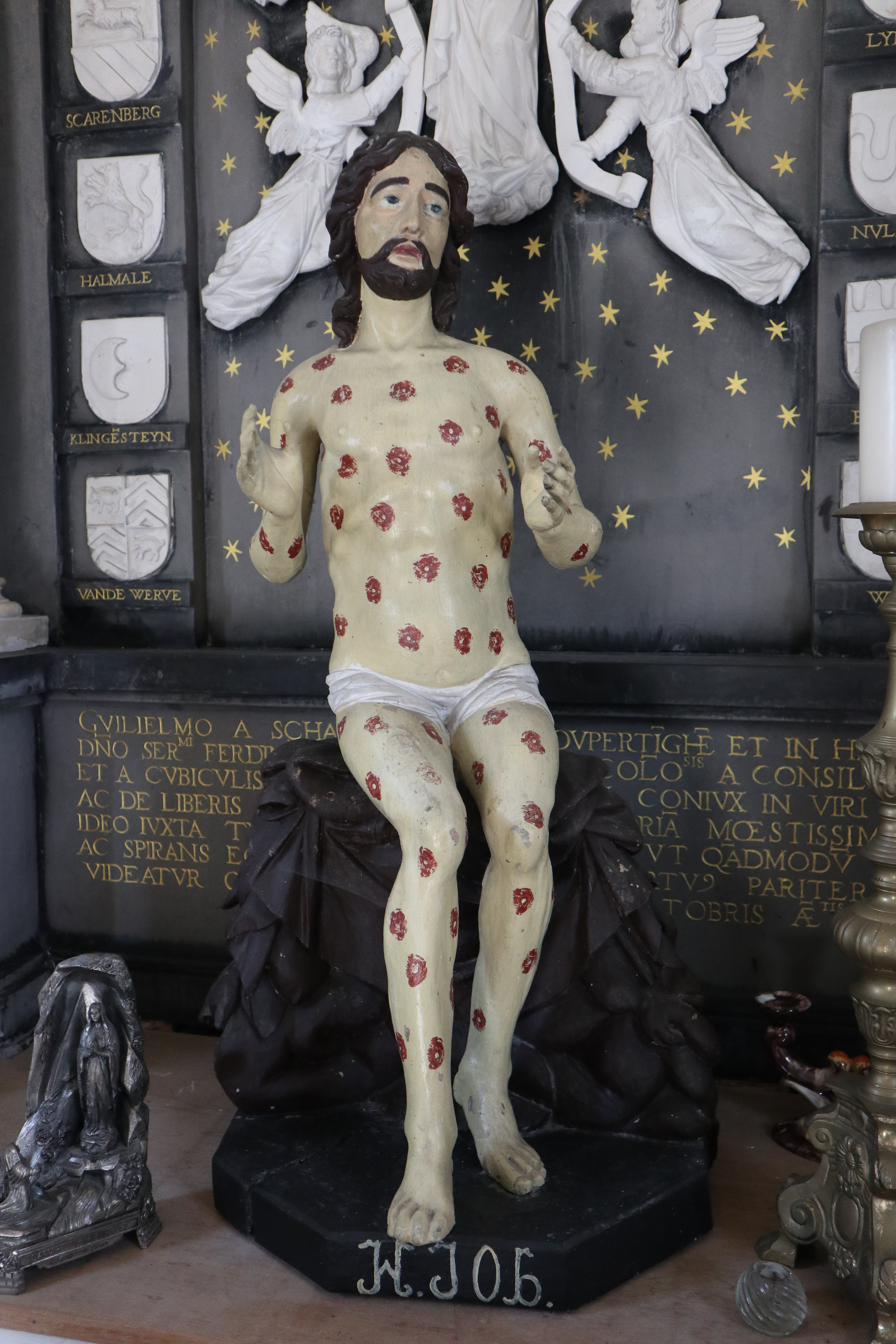

De kapel bezit een 17de-eeuws beeld van Sint-Job en twee stenen beelden, een van de H. Willem van Aquitanië en één van Anna-ten-drieën. Het renaissance-altaar uit 1632 door Anna van Lynden voor haar echtgenoot, Willem van Scharenberg opgericht, werd bij de verbouwing van de kerk rond 1800 overgebracht naar de huidige plaats. Het is uitgevoerd in marmer en in geschilderd en gemarmerd hout. Het toont beelden en de wapenschilden van Van Scharenberg en zijn families.
De kapel werd in 2024 volledig gerestaureerd, zowel binnen als buiten. Het pannen dak werd  vervangen door natuurleien. De gevels werden ingevoegd en wit ge-kaleid. De vloer werd uitgegraven, verstevigd en terug voorzien van de oorspronkelijke tegels. 